# Saint-romain (AOC)
Pour les articles homonymes, voir Saint-Romain.
Le saint-romain est un vin français  d'appellation d'origine contrôlée produit sur une partie de la commune de Saint-Romain dans le département de la Côte-d'Or, au sein du vignoble de la côte de Beaune.
Produit majoritairement en blanc, avec un tiers de la production en rouge ces dernières années, il est classé parmi les appellations communales du vignoble de la côte de Beaune.
Le nom de l'appellation « saint-romain » peut être suivi de la dénomination géographique complémentaire « côte-de-beaune » pour les vins rouges.

## Histoire

### Début du vignoble
La date des premières plantations de vignes dans l'arrière-côte est inconnue. La feuille d'Autun (publiée en 1759) de la carte de Cassini indique peu de vignes à Saint-Romain, mis à part à l'ouest sur les pentes des « Roches du Verger » (le coteau qui se poursuit jusqu'à Orches). En 1778, l'abbé Courtépée et Edme Beguillet mentionnent dans leur Description historique et topographique du duché de Bourgogne que la paroisse est un « pays vignoble, dont les meilleurs climats sont sous le Château & Poliange ».
Le XIXe siècle est une période d'extension du vignoble de l'arrière-côte (dont font partie Saint-Romain et Saint-Aubin), spécialisé dans les vins de consommation courante, produits à partir de gamay. En 1816, Jullien ne mentionne pas les vins de Saint-Romain, ni ceux de toute l'arrière-côte, dans sa Topographie de tous les vignobles connus. Saint-Romain est mentionné dans l'ouvrage de Denis Morelot Statistique de la vigne en côte d'Or en 1831 : ses vins y sont décrits comme équivalents à ceux de Nolay, soit « des ordinaires fort bons dans les années chaudes ; ils sont fermes et colorés » ; 150 hectares de vignes plantées en gamay produisent alors 3 000 hectolitres par an. Les vins de Saint-Romain sont négligés par le classement de 1861, au motif que « nous n'avons pas jugé à propos de comprendre dans le classement une certaine quantité de vignes plantées en pinot ou noirien, mais dont le produit ne doit, à raison de son infériorité, être employé que dans la composition des grands ordinaires. A plus forte raison, n'y voit-on pas figurer les vignes où se récoltent les gamets ou vins ordinaires ».
Après la pyrale et l'oïdium, deux nouveaux fléaux de la vigne arrivent à la fin du XIXe siècle. Le premier est le mildiou, autre maladie cryptogamique, le second le phylloxéra. Cet insecte térébrant venu d'Amérique a tué une large partie du vignoble. La seule parade trouvée est le replantage intégral avec greffage sur des pieds américains capables de vivre en présence du phylloxéra. Le mildiou provoqua un désastre considérable en 1910.

### Création des appellations
La reconnaissance des appellations d'origine par la loi du 6 mai 1919 oblige les producteurs et le commerce à donner aux vins des noms conformes à leur origine, ce qui entraine la limitation par décision de justice du 29 avril 1930 de l'appellation bourgogne (qu'on pouvait compléter d'un nom de commune) aux seuls vins réalisés avec du pinot noir ou du chardonnay, le gamay étant seulement utilisé pour la fabrication du passe-tout-grains et du grand ordinaire. Le vignoble de la côte de Beaune d'alors ne comprend pas Ladoix, Saint-Romain, Saint-Aubin ni les Maranges, mais leurs vins souvent vendus sous un nom d'emprunt de la côte.
La création d'appellations communales dans les années 1930 vise à protéger un nom de produit et à le réserver à la production d'un territoire délimité, dans le souci de lutter contre les fraudes. Le décret du 31 juillet 1937 créé l'appellation « Côte de Beaune-Villages », mais les vins de Saint-Romain n'ont pas encore le droit d'être vendus sous cette appellation générique.
L'appellation saint-romain est créée en 1947 : le rouge peut être produit à partir de pinot noirien, pinot beurot, pinot lièbault et pinot Rénevey (ce dernier pour encore cinq ans), ainsi que maximum 15 % de cépages blancs ; le blanc avec du pinot blanc et du chardonnay (dit beaunois ou aubaine) ; le rendement est limité à 35 hl/ha (l'excédent étant déclassé).

### Évolutions
Dans les années 1960 et 1970, l'enjambeur remplace le cheval, complété par le chenillard sur les pentes ; les techniques en viticulture et œnologie évoluent pendant les cinquante années suivantes : vendange en vert, table de triage, cuve en inox, pressoir électrique puis pneumatique, etc. En 1964, le village a accueilli la fête de la Saint-Vincent tournante. Le décret du 21 mai 1970 développe le cahier des charges de l'appellation et octroi de pouvoir rajouter la dénomination géographique complémentaire « Côte de Beaune » à la suite du nom de l'appellation saint-romain.
En 2008, le village a accueilli pour la seconde fois la Saint-Vincent tournante. Un nouveau cahier des charges est publié en 2011, faisant passer les rendements maximum de 40 hl/ha en rouge et 45 en blanc à respectivement 50 et 57 hl/ha.
La création de premiers crus au sein de l'appellation fait débat entre les différents producteurs, avec demande de classement en cours d'instruction auprès de l'INAO. Le 10 décembre 2024, un nouveau cahier des charges est annoncé, publié finalement le 13 février 2025 au Bulletin officiel du ministère de l'Agriculture.

## Vignoble
L'aire de production du saint-romain se situe en Bourgogne, dans le département de la Côte-d'Or, plus précisément sur une partie de la commune de Saint-Romain. Cette commune est localisée dans l'arrière-côte, 3 km à l'ouest de la côte d'Or, reliée à elle par la petite vallée occupée par Auxey-Duresses.
Le vignoble de la commune de Saint-Romain peut non seulement produire du saint-romain sur une surface assez réduite (pas sur tout le vignoble communal, uniquement dans la vallée à l’est et au sud-est du village), mais aussi du bourgogne hautes-côtes-de-beaune (pas sur les parcelles classées en saint-romain) et du côte-de-beaune-villages (sur les mêmes parcelles que le saint-romain), ainsi que toutes les appellations régionales sur presque toutes les parcelles de la vallée (pas sur le plateau) : du bourgogne, du bourgogne côte-d'or, du bourgogne aligoté, du bourgogne-passe-tout-grains, du coteaux-bourguignons, du bourgogne-mousseux et du crémant de Bourgogne.
En 2024, la surface produisant du saint-romain est de 106 hectares, dont 73 en blanc et 33 en rouge. En 2009, la surface était de 99 ha, dont 59,74 en blanc et 37,42 en rouge.

### Géologie et orographie
Saint-Romain et son vignoble se situent dans une petite vallée découpant le plateau bourguignon : il s'agit d'un paysage de l'arrière-côte. L'entablement du plateau est composée de dalles de pierre résistantes. À l'ouest de Saint-Romain, il s'agit de roches datant du Jurassique moyen, avec du calcaire de Prémeaux, plus à l'ouest de l'oolithe blanche et du comblanchien (l'ensemble datant du Bathonien) ; les pentes menant à la vallée sont sur des marnes à Ostrea acuminata (des fossiles d'huîtres) et du calcaire à entroques (ces deux dernières du Bajocien).
Entre le plateau et le village, le vallon est sur des marnes du Pliensbachien (au Jurassique inférieur). Une faille importante traverse la commune, d'axe nord-nord-est vers le sud-sud-ouest, d'où un changement de roches. Le site du château est sur une butte-témoin accompagnée de « lanières tectoniques » en calcaire de l'Oxfordien. Toute la vallée à l'est et au sud-est du village (c'est la seule partie couverte par le vignoble de l'appellation) a pour sous-sol des marnes grises, soit des plaquettes de calcaire mélangées à de l'argile (appelées marnes de Saint-Romain), le tout datant du Jurassique supérieur.
Quant au plateau à l'est de la commune, avec une falaise bien marquée, il s'agit de calcaire du Kimméridgien.

### Climatologie
Le climat bourguignon est un climat tempéré océanique à légère tendance continentale. L'influence océanique se traduit par des pluies fréquentes en toutes saisons (avec néanmoins un maximum habituellement en automne et un minimum en été) et un temps changeant. L'influence semi-continentale se traduit par une amplitude thermique mensuelle plutôt élevée, se caractérisant par des hivers plus froids avec quelques chutes de neige, et des étés plus chauds que sur les littoraux, avec à l'occasion de violents orages.
Pour la station météorologique de Chagny (au collège Louise Michel), dans la plaine de la Saône à 234 mètres d'altitude, les valeurs climatiques sont :
| Mois                              | jan. | fév. | mars  | avril | mai   | juin  | jui.  | août  | sep.  | oct. | nov. | déc. | année   |
| --------------------------------- | ---- | ---- | ----- | ----- | ----- | ----- | ----- | ----- | ----- | ---- | ---- | ---- | ------- |
| Température minimale moyenne (°C) | 1,4  | 1,8  | 3,8   | 6,6   | 10,1  | 14,3  | 16,1  | 15,7  | 12    | 8,3  | 4,3  | 1,9  | 8       |
| Température moyenne (°C)          | 4,1  | 5,5  | 8,6   | 12,2  | 15,3  | 20,2  | 22,6  | 21,7  | 17,7  | 12,2 | 7,3  | 4,4  | 12,6    |
| Température maximale moyenne (°C) | 6,7  | 9,2  | 13,3  | 17,7  | 20,5  | 26    | 29    | 28,4  | 23,3  | 16,2 | 10,3 | 7    | 17,3    |
| Nombre de jours avec gel          | 10,4 | 8,6  | 3,7   | 1,3   | 0     | 0     | 0     | 0     | 0     | 0    | 4,5  | 9    | 40,5    |
| Ensoleillement (h)                | 48,2 | 92,8 | 126,5 | 163,3 | 176,8 | 165,8 | 217,8 | 162,8 | 154,4 | 59,7 | 42,9 | 26,6 | 1 437,6 |
| Précipitations (mm)               | 50   | 32   | 44    | 59    | 58    | 95    | 60    | 78    | 71    | 65   | 47   | 63   | 557     |

| Diagramme climatique                                  |          |           |           |            |          |          |            |          |           |           |        |
| J                                                     | F        | M         | A         | M          | J        | J        | A          | S        | O         | N         | D      |
| 6,71,450                                              | 9,21,832 | 13,33,844 | 17,76,659 | 20,510,158 | 2614,395 | 2916,160 | 28,415,778 | 23,31271 | 16,28,365 | 10,34,347 | 71,963 |
| Moyennes : • Temp. maxi et mini °C • Précipitation mm |          |           |           |            |          |          |            |          |           |           |        |

### Lieux-dits
Le nom de l'appellation saint-romain sur l'étiquette peut être complété par celui d'un lieu-dit cadastré (un climat). Il n'y a pas de premier cru sur l'appellation :
| Climats             | section et parcelles cadastrales                                                                     | Superficies      |
| ------------------- | --- | ---------------- |
| Le Dos d’Âne        | D1 1 à 3, 5, 6                                                                                       | 62 a 20 ca       |
| Sous Roche          | D1 9 à 41, 43 à 117, 119, 120                                                                        | 15 ha 77a 96 ca  |
| L’Argillat          | D1 121, 122, 126 à 135, 137 à 140, 142 à 148, 151, 152, 154, 155                                     | 2 ha 64 a 96 ca  |
| La Croix Neuve      | D1 156, 160 p, 166, 179, 181, 182 (1/2), 183 à 186, 187 (1/2), 188 à 193, 194 (1/8), 195 à 206, 2028 | 4 ha 20 a 66 ca  |
| En Chevrot          | D2 336, 337, 340 à 365, 368 à 372, 376 à 378, 381 à 397, 401 à 403, 406 à 408, 410 à 416             | 8 ha 66 a 54 ca  |
| En Gollot           | D4 542 à 559                                                                                         | 3 ha 25 a 15 ca  |
| Combe Bazin         | D5 774 à 802, 804 à 809, 812 à 847, 849 à 851, 857 à 860                                             | 13 ha 55 a 62 ca |
| Le Jarron           | D5 937 à 945, 950 à 954, 956, 957, 959, 962 à 966, 967 (1/2), 970 à 1011                             | 12 ha 9 a 10 ca  |
| Sous le Château     | D6 1013 à 1029, 1031 à 1142, 1144 à 1157, 1159                                                       | 23 ha 85 a 48 ca |
| Sous la Velle       | D6 1161 à 1164, 1166 à 1242                                                                          | 11 ha 97 a 57 ca |
| Le Village Bas      | D7 1419                                                                                              | 82 a 92 ca       |
| Le Village Haut     | D7 1676, 1691, 1692, 1693 (1/4), 1892, 1894, 1896, 1905, 1906                                        | 2 ha 4 a 12 ca   |
| La Perière          | E1 85 à 205                                                                                          | 14 ha 11 a 39 ca |
| Au Bas de Poillange | E2 206 à 245, 253 à 257, 259 à 265, 290, 291, 295 à 305, 308, 309                                    | 10 ha 36 a 20 ca |
| En Poillange        | E2 141 à 152, 154 à 156, 160 à 162, 163 (2/3), 165 à 176, 182 à 186                                  | 6 ha 56 a 9 ca   |
| Le Marsain          | E2 298, 299, 301 à 317                                                                               | 4 ha 44 a 10 ca  |

### Encépagement
Les cépages autorisés par le cahier des charges de l'appellation pour faire du saint-romain blanc sont le chardonnay B et le pinot blanc B, sans contrainte d'assemblage. 
Pour le saint-romain rouge, le cépage principal est le pinot noir N, qui peut être complété jusqu'à 15 % avec du chardonnay, du pinot blanc et du pinot gris G (appelé localement pinot beurot).
Le chardonnay sert à faire les vins blancs de l'appellation. Ses grappes sont relativement petites, cylindriques, moins denses que celles du pinot noir, constituées de grains irréguliers, assez petits, de couleur jaune doré. De maturation de première époque comme le pinot noir, il s'accommode mieux d'une humidité de fin de saison avec une meilleure résistance à la pourriture s'il n'est pas en situation de forte vigueur. Il est sensible à l'oïdium et à la flavescence dorée. Il débourre un peu avant le pinot noir, ce qui le rend également sensible aux gelées printanières. Les teneurs en sucre des baies peuvent atteindre des niveaux élevés tout en conservant une acidité importante, ce qui permet d'obtenir des vins particulièrement bien équilibrés, puissants et amples, avec beaucoup de gras et de volume.
Le pinot noir est constitué de petites grappes denses, en forme de cône de pin (d'où son nom) composées de grains ovoïdes, de couleur bleu sombre. C'est un cépage délicat, qui est sensible aux principales maladies et en particulier au mildiou, au rougeot parasitaire, à la pourriture grise (sur grappes et sur feuilles), et aux cicadelles. Ce cépage, qui nécessite des ébourgeonnages soignés, a tendance à produire un nombre important de grapillons. Il profite pleinement du cycle végétatif pour mûrir en première époque. Le potentiel d'accumulation des sucres est élevé pour une acidité juste moyenne et parfois insuffisante à maturité. Les vins sont assez puissants, riches, colorés et de garde. Ils sont moyennement taniques en général.

### Méthodes culturales

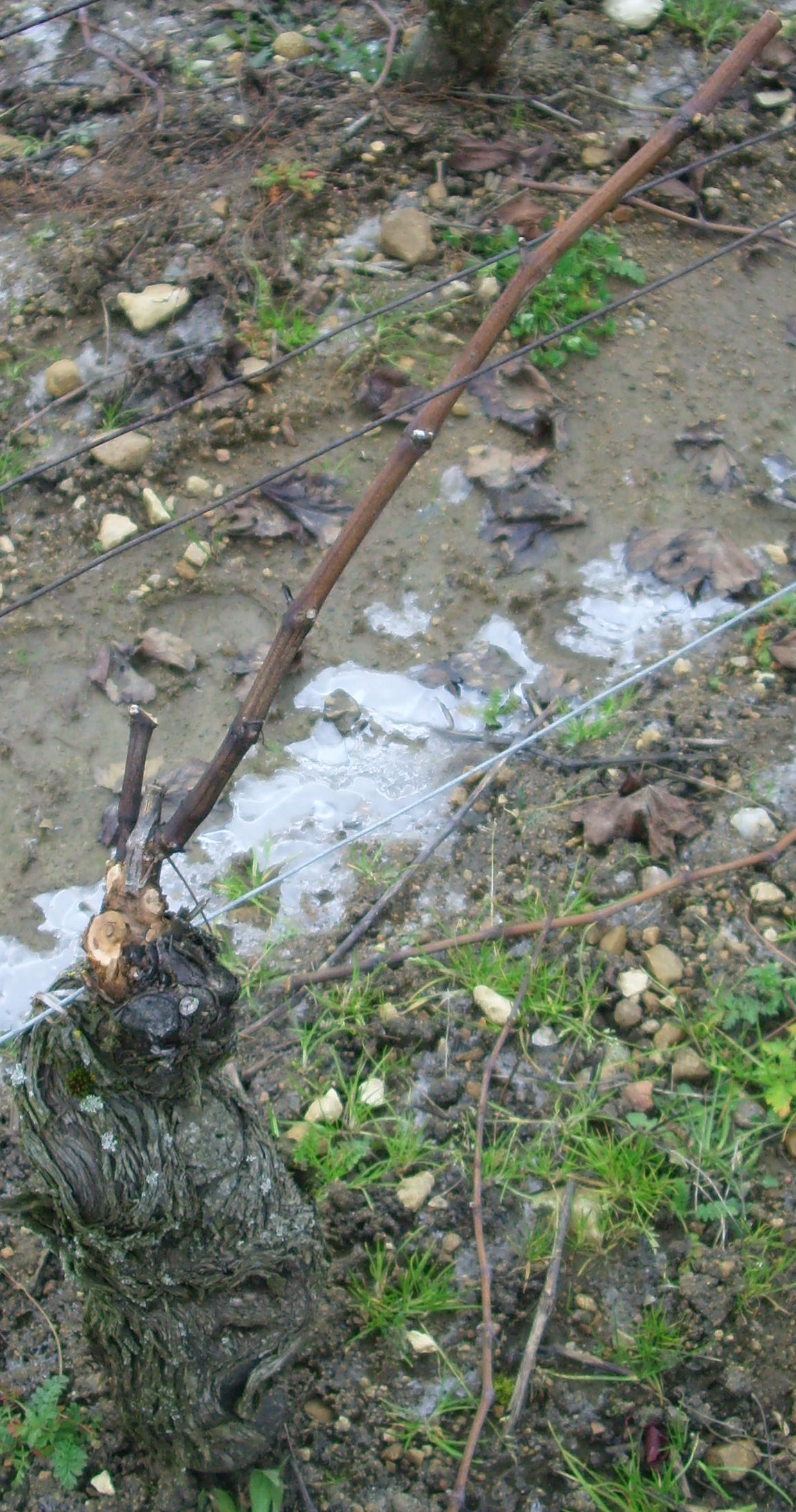
Pied de vigne taillé en Guyot simple.

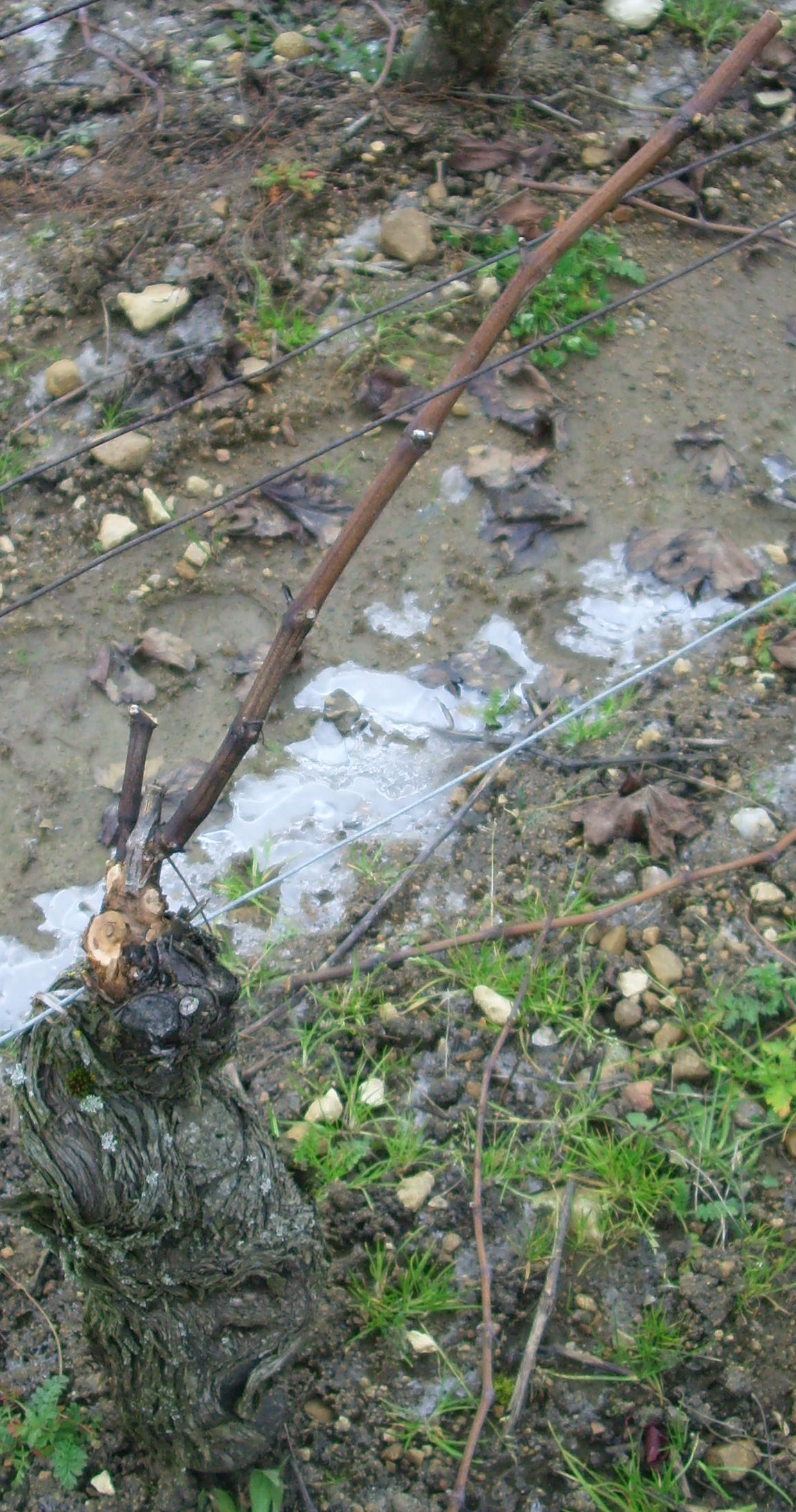
Pied de vigne taillé en Guyot simple : une baguette est laissée.

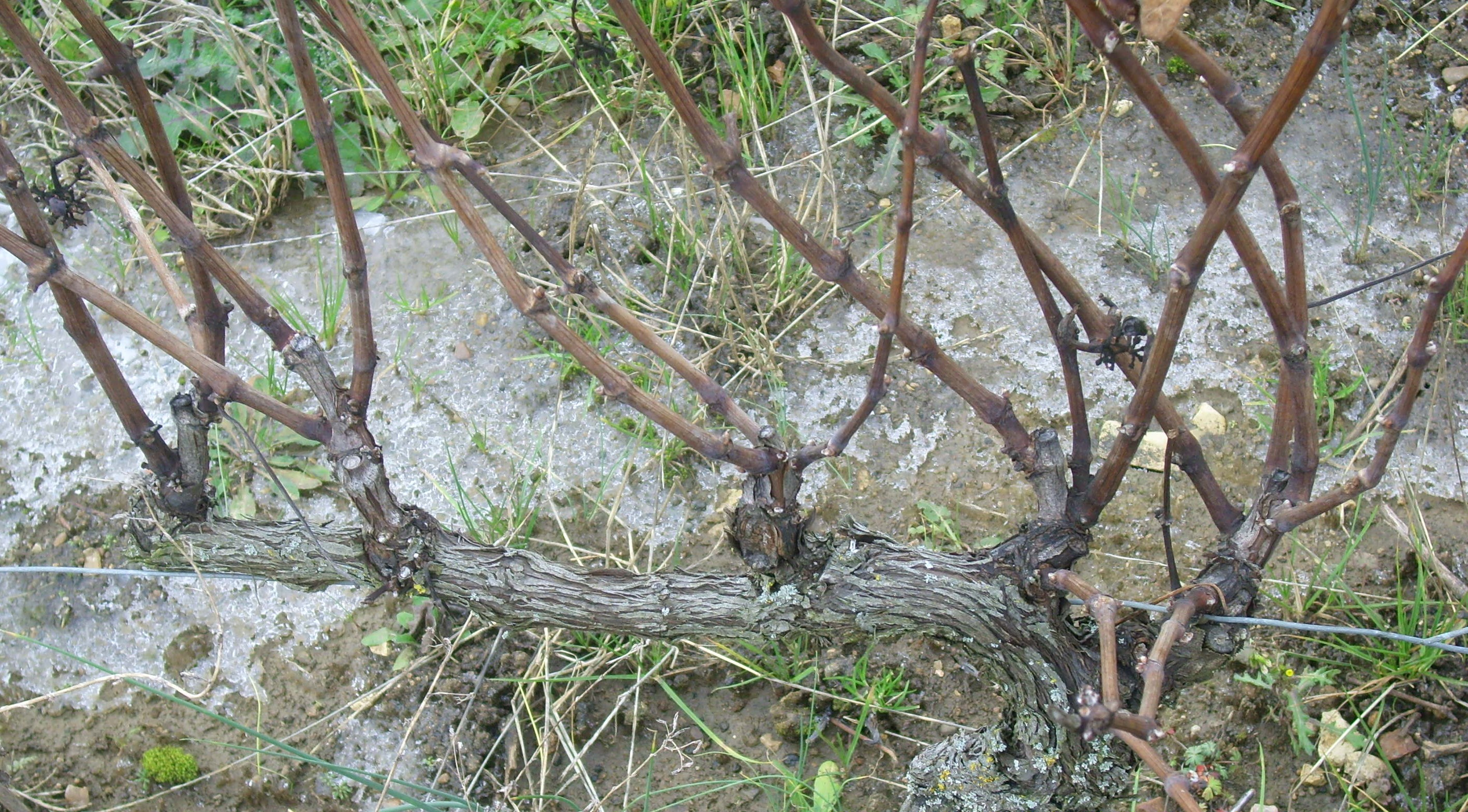
Pied taillé en cordon de Royat : cinq corsons sur un bras portant chacun plusieurs sarments.

Le travail dans les vignes est en partie manuel, en partie mécanique (avec un enjambeur). Le travail commence pour le chardonnay à la fin de l'automne, dès que la plante est en période de repos, avec la taille qui peut être préparée à la machine (la prétailleuse permet de broyer le haut des sarments), mais qui se fait essentiellement à la main. Cette taille peut être en « cordon de Royat » avec trois à cinq corsons de deux à trois yeux sur un bras (avec un nombre total d'yeux francs inférieur ou égal à dix), ou en « Guyot simple » avec une baguette de cinq à huit yeux et un courson de un à trois yeux (le nombre d'yeux francs est limité à huit). Les sarments coupés sont brûlés, souvent sur place dans des brouettes.
Comme les maladies ou les accidents de charrue tuent chaque année quelques pieds, ceux-ci sont marqués avant l'hiver avec un ruban, puis ces ceps morts sont déracinés avec une machine (la tarière, montée sur l'enjambeur), un maximum de racines est arraché, laissant un trou pour la plantation du nouveau pied porte-greffe. Un labourage ou « griffage » peut être réalisé dans le but d'aérer les sols et de supprimer les herbes, complété par un buttage pour protéger les pieds du gel, avec débuttage au printemps. Les fils porteurs, piquets et tendeurs sont remis en état au cours de l'hiver pour obtenir des rangs bien palissés. À la toute fin de l'hiver et au début du printemps, la taille se termine : les branches sont ajustées à la longueur désirée, sont couchées à l'horizontale et attachée au fil de fer.
Au printemps, le producteur peut pratiquer un ébourgeonnage (echtinage : suppression d'une partie des sarments) dès que la vigne a commencé à pousser : cette méthode permet de réguler un peu les rendements, d'améliorer l'alimentation des grappes et d'aérer la vigne (limitant ainsi les maladies). Le relevage est pratiqué lorsque la vigne commence à avoir bien poussé, ainsi que plusieurs rognages (consistant à passer l'enjambeur pour couper les rameaux de vignes qui dépassent du système de palissage) au début de l'été. Pour limiter l'enherbement entre les rangs (qui maintient de l'humidité) et empêcher les racines de se développer en surface, certains producteurs pratiquent un nouveau labourage ou passent la tondeuse, d'autres utilisent des herbicides (désherbage chimique). Pour protéger les pieds, les feuilles et les fruits des maladies cryptogamiques (mildiou, oïdium, pourriture grise, etc.) et des insectes ravageurs (eudémis et cochylis), plusieurs traitements des vignes sont pratiqués, avec des produits phytosanitaires (généralement chimiques, tel que la bouillie bordelaise contenant du sulfate de cuivre, utilisé comme fongicide) ou dans quelques cas avec des préparations biodynamiques. Des produits fertilisants sont utilisés, les viticulteurs faisant le choix entre les engrais chimiques et ceux naturels (compost ou fumier).
Une vendange en vert (coupe d'une partie des grappes lorsque les pieds sont trop chargés) peut être pratiquée : cette opération est faite dans le but de réguler les rendements et surtout de faciliter la maturité des raisins restants. Un effeuillage partiel peut être pratiqué au milieu de l'été, pour exposer les raisins à plus de soleil et limiter les maladies (qui sont favorisées par l'humidité). L'irrigation est interdite sur l'appellation. Enfin, la date du début des vendanges est choisie en fonction de la maturité du raisin (sa richesse en sucre) : le cahier des charges fixe un minimum en grammes de sucre par litre de moût de 178 en blanc et 180 en rouge (ce qui donnerait des vins faiblement alcoolisés, de 11 à 10,5 % vol), que les producteurs n'ont pas de mal à dépasser. Les vendanges peuvent se faire manuellement dans l'appellation, ce qui nécessite temporairement une importante main d'œuvre : il faut des coupeurs, des porteurs (de hottes ou de cagettes) et des trieurs (à la réception en cuverie). Sur les parcelles les moins valorisées, les vendanges peuvent être réalisées mécaniquement avec une machine à vendanger ou une tête de récolte montée sur un enjambeur.

### Rendements
Les rendements sont limités par le cahier des charges de l'appellation à un maximum de 50 hectolitres par hectare pour les rouges et à 57 hl/ha pour les blancs.
Chaque année, ces rendements maximum peuvent être modifiés à la hausse ou à la baisse par un arrêté du ministère de l'Agriculture, dans la limite des rendements butoirs de l'appellation, fixés à 58 hectolitres par hectare en rouge et à 64 hl/ha en blanc. Comme toutes les autres appellations, le syndicat des producteurs de saint-romain peut demander auprès de l'INAO un « volume complémentaire individuel » (VCI) pour compenser une possible année de production inférieure en quantité ou en qualité : il s'agit d'une partie de la récolte, comprise entre le rendement maximum de l'appellation et le rendement butoir (il s'agit d'un dépassement de rendement) qui peut être mise en réserve et vendue plus tard assemblée avec le millésime de l'année suivante (dans la limite de 15 %). Le VCI en saint-romain blanc est limité à 11 hl/ha par année, avec un stockage maximal de 28 hl/ha, et en saint-romain rouge à 10 hl/ha, avec un stockage maximal de 15 hl/ha.
Selon les Douanes, les rendements réels furent en moyenne de 2020 à 2024 de 46,1 hectolitres par hectare pour les saint-romain blancs et de 40,4 hl/ha pour les saint-romain rouge.
Les rendements officiels récents sont, pour le vin blanc  :
| Année | Superficie (ha) | Production (hl) | Rendement (hl/ha) |
| ----- | --------------- | --------------- | ----------------- |
| 2020  | 71              | 3 718           | 52                |
| 2021  | 71              | 1 767           | 25                |
| 2022  | 71              | 4 018           | 57                |
| 2023  | 71              | 4 282           | 60                |
| 2024  | 73              | 2 687           | 37                |

et pour le vin rouge  :
| Année | Superficie (ha) | Production (hl) | Rendement (hl/ha) |
| ----- | --------------- | --------------- | ----------------- |
| 2020  | 37              | 1 553           | 42                |
| 2021  | 36              | 976             | 27                |
| 2022  | 36              | 1 784           | 49                |
| 2023  | 34              | 1 974           | 58                |
| 2024  | 33              | 858             | 26                |

## Vins
La production de saint-romain est en moyenne sur la période de 2020 à 2024 de 4 723 hectolitres (un hectolitre = 100 litres = 133 bouteilles de 75 cl), dont 3 294 en blanc (70 %) et 1 429 en rouge (30 %). En 2008, elle était de 4 045 hl, dont 2 768 de blanc (55 %) et 1 691 de rouge (45 %).

### Titres alcoométriques volumique minimal et maximal
| AOC                           | Blanc   | Blanc   | Rouge   | Rouge   |
| Titre alcoométrique volumique | minimal | maximal | minimal | maximal |
| Saint-romain                  | 11 %    | 13,5 %  | 10,5 %  | 13,5 %  |

### Vinification et élevage
Il existe des petites différences de méthode de vinification et d'élevage entre les différents viticulteurs et négociants.

#### Vinification en blanc

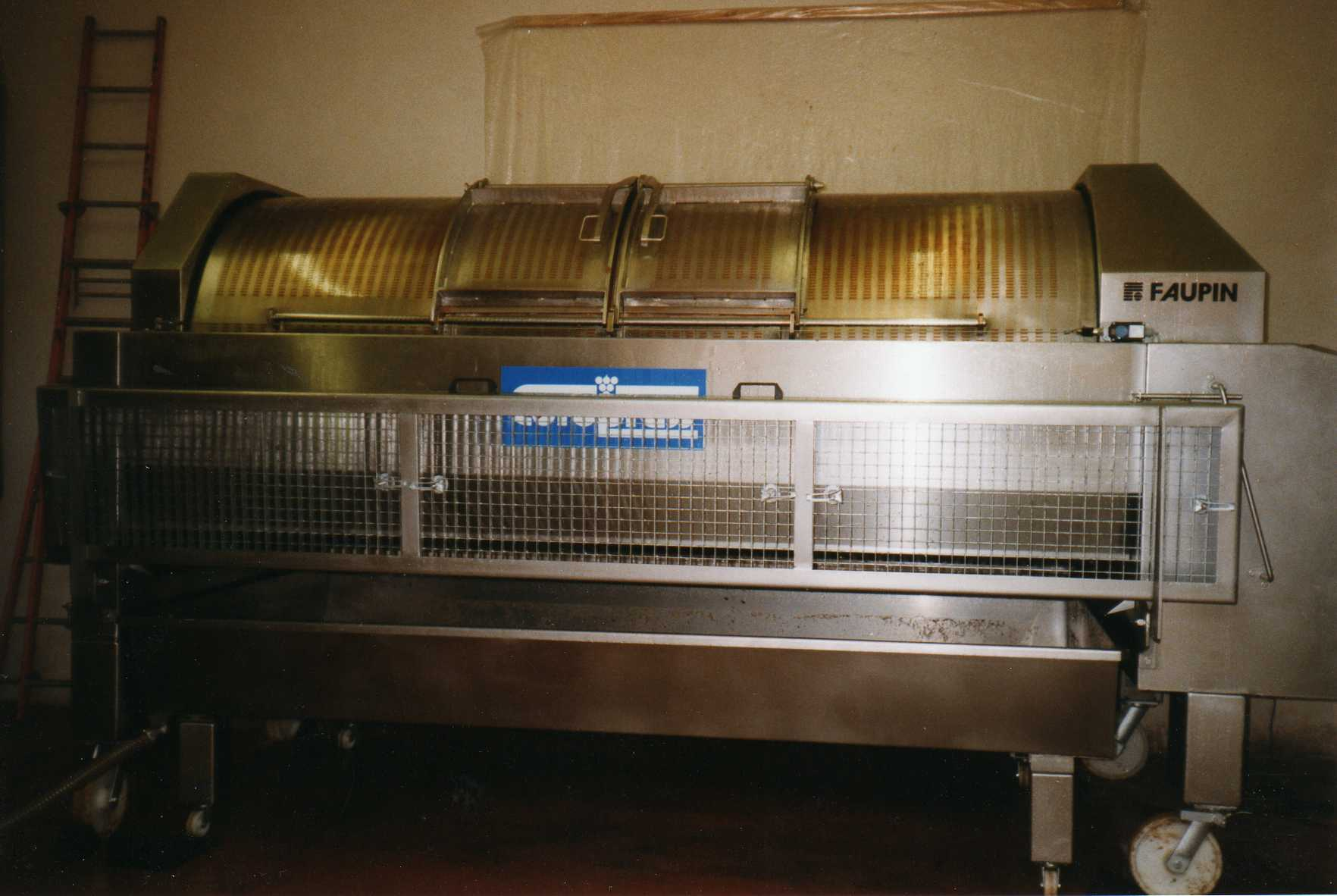
Pressoir pneumatique servant au pressurage.

Comme pour le rouge, la récolte est manuelle ou mécanique et peut être triée. Les raisins sont ensuite transférés dans un pressoir pour le pressurage. Une fois le moût en cuve, le débourbage est pratiqué généralement après un enzymage. À ce stade, une stabulation préfermentaire à froid (environ 10 à 12 degrés pendant plusieurs jours) peut être recherchée pour favoriser l'extraction des arômes. Mais le plus souvent, après 12 à 48 heures, le jus clair est soutiré et mis à fermenter. La fermentation alcoolique se déroule avec un suivi tout particulier pour les températures qui doivent rester à peu près stables (18 à 24 degrés). La chaptalisation est aussi pratiquée pour augmenter le titre alcoométrique volumique si nécessaire. La fermentation malolactique est réalisée en fûts ou en cuves. Les vins sont élevés « sur lies », en fûts, dans lesquels le vinificateur réalise régulièrement un « bâtonnage », c'est-à-dire une remise en suspension des lies. Cette opération dure pendant plusieurs mois au cours de l'élevage des blancs. À la fin, la filtration du vin est pratiquée pour rendre les vins plus limpides. La mise en bouteille clôture l'opération.

#### Vinification en rouge
La récolte des raisins se fait à maturité et de façon manuelle ou mécanique. La vendange manuelle est le plus souvent triée, soit à la vigne soit à la cave avec une table de tri, ce qui permet d'enlever les grappes pourries ou insuffisamment mûres. La vendange manuelle est généralement éraflée puis mise en cuve. Une macération pré-fermentaire à froid est quelquefois pratiquée. La fermentation alcoolique peut démarrer, le plus souvent après un levurage. Commence alors le travail d'extraction des polyphénols (tanins, anthocyanes) et autres éléments qualitatifs du raisin (polysaccharides etc.). L'extraction se faisait par pigeage, opération qui consiste à enfoncer le chapeau de marc dans le jus en fermentation à l'aide d'un outil en bois ou aujourd'hui d'un robot pigeur hydraulique. Plus couramment, l'extraction est conduite par des remontages, opération qui consiste à pomper le jus depuis le bas de la cuve pour arroser le chapeau de marc et ainsi lessiver les composants qualitatifs du raisin. Les températures de fermentation alcoolique peuvent être plus ou moins élevées suivant les pratiques de chaque vinificateur avec une moyenne générale de 28 à 35 degrés au maximum de la fermentation. La chaptalisation est réalisée si le degré naturel est insuffisant : cette pratique est réglementée. À l'issue de la fermentation alcoolique suit l'opération de décuvage qui donne le vin de goutte et le vin de presse. La fermentation malolactique se déroule ensuite mais est dépendante de la température. Le vin est soutiré et mis en fût ou cuve pour son élevage. L'élevage se poursuit pendant plusieurs mois (12 à 24 mois) puis le vin est collé, filtré et mis en bouteilles.

### Mentions sur l'étiquette
Les vins produits sur l'aire d'appellation et respectant le cahier des charges peuvent porter sur l'étiquette, en plus du nom de l'appellation, une dénomination géographique ou une mention complémentaire.
Le nom d'un lieu-dit cadastré (un climat) peut être rajouté, mais en caractères au moins moitié plus petits que ceux du nom de l'appellation.
Les étiquettes peuvent aussi comporter la mention « Vin de Bourgogne » ou « Grand Vin de Bourgogne ». Enfin, dans le cas des saint-romain rouges, le nom de l'appellation peut être suivi de la dénomination géographique complémentaire « Côte de Beaune ».

### Gastronomie
Les saint-romain blancs ont une robe dorée (on attribue classiquement des reflets verts aux vins issus de chardonnay) ; le nez a la réputation d'être floral (tilleuls ou fleurs blanches) ; la bouche est plutôt minérale, moins intense que les autres blancs de la côte de Beaune. Ils s'accordent bien avec du poisson poêlé, des légumes marinés, des œufs en meurette, ou certains fromages pas trop forts (camembert, etc.).
Les saint-romains rouges ont une robe rubis quand ils sont encore jeunes, avec un nez décrit comme étant sur de petits fruits rouges (groseille, framboise, cerise), qui évolue avec le temps vers les épices douces. Les tanins accompagneront bien de la viande (une côte de veau, une volaille rôtie, un navarin d'agneau), ou du fromage (brillat-savarin, cîteaux)…

### Garde et température de service
Pour des vins de la côte de Beaune, les saint-romain sont considérés comme à boire plus jeunes que les autres, gagnant à rester trois à six années en cave, seules les meilleures cuvées se révélant des vins de garde. Les blancs peuvent se garder maximum dix ans, les rouges un peu plus (variable selon le millésime, le producteur et la cuvée).
La température de service conseillée pour les blancs est de 12 à 14 °C (pas trop frais), tandis que celle pour les rouges est de 13 à 15 °C (pas complètement chambrés).

## Économie

### Structure des exploitations
Il existe des domaines viticoles de tailles différentes, ceux installés dans le village ou les communes viticoles voisines possédant le plus souvent plusieurs parcelles dispersées sur l'aire d'appellation, proposant ainsi une gamme de différents saint-romain. Les producteurs et négociants plus lointains ne proposent en général qu'une cuvée, comme entrée de gamme avant de passer aux vins de la côte.
Une partie des domaines mettent tout ou une partie de leurs propres vins en bouteilles et s'occupent aussi de le vendre. Les autres, ainsi que ceux qui ne vendent pas tous leurs vins en bouteilles, les vendent aux maisons de négoce. Ces maisons de négoce achètent, en général, le vin fait (vin fini) mais aussi parfois en raisin ou en moût. Elles achètent aux domaines en passant par un courtier en vin qui sert d'intermédiaire moyennant une commission de l'ordre de 2 % à la charge de l'acheteur. Plusieurs vignerons complètent leur production en achetant des moûts à d'autres viticulteurs.

### Prix des vignes
Le prix de l'ouvrée de vignes (un hectare étant subdivisé en 24 ouvrées) au sein de l'appellation est estimé pour 2012 à environ 7 500 euros pour une parcelle de saint-romain blanc et de 6 000 € pour du rouge. À titre de comparaison avec les appellations voisines, l'ouvrée classée en bourgogne hautes-côtes-de-beaune est à 2 500 € en blanc et à 1 800 en rouge, tandis que les premiers crus d'auxey-duresses blanc sont à 12 000 €.
Pour une comparaison entre les appellations, on peut aussi prendre les prix pratiqués (en € pour une pièce de 228 l) officiellement pour le calcul des fermages en 2024, qui fournissent une hiérarchie  :
- bourgogne hautes-côtes-de-beaune blanc, 1 190 ;
- bourgogne hautes-côtes-de-beaune rouge, 1 246 ;
- auxey-duresses rouge, 2 109 ;
- monthélie rouge, 2 183 ;
- monthelie blanc, 2 806 ;
- monthelie premier cru rouge, 2 813 ;
- saint-romain rouge, 2 212 ;
- saint-aubin blanc, 2 526 ;
- auxey-duresses blanc, 2 660 ;
- auxey-duresses premier cru blanc, 2 765 ;
- auxey-duresses premier cru rouge, 2 858 ;
- saint-romain blanc, 2 977 ;
- monthelie premier cru blanc, 3 167 ;
- saint-aubin premier cru blanc, 4 076 ;
- meursault, 6 233 ;
- meursault premier cru, 11 935.

### Commercialisation
La commercialisation de cette appellation se fait par divers canaux de vente : dans les caveaux des viticulteurs, dans les salons des vins (vignerons indépendants, etc.), dans les foires gastronomiques, par exportation, dans les cafés-hôtels-restaurants (CHR), dans les grandes et moyennes surfaces (GMS).

### Producteurs de l'appellation
Sur les 57 producteurs de l'appellation répertoriés par le BIVB, six sont implantés dans le village de Saint-Romain :
- Albert Ponnelle, à Beaune ;
- maison Antoine Emmanuel, à Vougeot ;
- domaine Barolet – Pernot Père et Fils, à Saint-Romain ;
- maison Bavard Jacques, à Puligny-Montrachet ;
- domaine Billard Père et Fils, à La Rochepot ;
- domaine et Caveau Bouley Pascal, à Volnay ;
- domaine Buisson Henri & Gilles, à Saint-Romain ;
- maison Capitain-Gagnerot, à Ladoix-Serrigny ;
- domaine Carré Denis, à Meloisey ;
- domaine Castagnier Jérôme, à Morey-Saint-Denis ;
- Cave de Nolay, à Nolay ;
- domaine du Château de Melin, à Auxey-Duresses ;
- domaine Chauvenet Marlyse, à Pommard ;
- Clos du Moulin aux Moines, à Auxey-Duresses ;
- domaine Coche Bizouard Alain, à Meursault ;
- domaine Coste-Caumartin, à Pommard ;
- domaine Delagrange Bernard & Fils, à Meursault ;
- Caveau Delagrange Philippe Vins Fins, à Beaune ;
- domaine du Chancelier, à Beaune ;
- domaine Doreau Gérard, à Monthelie ;
- maison Edouard Delaunay, à L'Étang-Vergy ;
- maison Géraldine Louise, à Rosey ;
- domaine Gerard Léon et Claudine, à Meloisey ;
- domaine Germain Père et Fils, à Saint-Romain ;
- domaine Giboulot Emmanuel, à Beaune ;
- domaine Guillemard-Clerc, à Puligny-Montrachet ;
- domaine Guillemaud Bertrand, à Meursault ;
- domaine Alain Gras, à Saint-Romain ;
- maison Jaffelin, à Beaune ;
- domaine Jean Guy Pierre et Fils, à Aloxe-Corton ;
- maison Jolivet Christophe, à Bligny-lès-Beaune ;
- domaine de la Cozanne, à Cormot-Vauchignon ;
- La maison Jaffelin, à Beaune ;
- La Table de Pierre Bourée, à Gevrey-Chambertin ;
- domaine Lamargue Franck, à La Rochepot ;
- domaine Latour Henri et Fils, à Auxey-Duresses ;
- domaine Latour Vincent, à Meursault
- Le Caveau de Meursault, Moillard, à Meursault ;
- Les Parcellaires de Saulx, à Meursault ;
- maison Louis Max, à Nuits-Saint-Georges ;
- maison Morey Blanc, à Meursault ;
- domaine Nicolas Père et Fils, à Nolay ;
- Olivier Leflaive, à Puligny-Montrachet ;
- maison Patriarche Père et Fils, à Beaune ;
- domaine Perrin Vincent, à Volnay ;
- domaine Prunier Bonheur Pascal, à Meursault ;
- domaine Prunier Laurent et Romain, à Auxey-Duresses ;
- domaine Prunier-Damy Philippe, à Auxey-Duresses ;
- maison Rapet Jean François, à Saint-Romain ;
- domaine Rebourgeon Michel, à Pommard ;
- domaine Rocault François et Blandine, à Baubigny ;
- domaine Rocault Lucien et Fanny, à Saint-Romain ;
- maison Ropiteau Frères, à Meursault ;
- maison Shaps, à Meursault ;
- domaine Taupenot-Merme, à Morey-Saint-Denis ;
- domaine Thibault-Fevre, à Saint-Romain ;
- domaine Trapet Père et Fils, à Gevrey-Chambertin ;
- Vins Coudurier Jung, à Beaune.